# Anoplodactylus insignis
Anoplodactylus insignis is een zeespin uit de familie Phoxichilidiidae. De soort behoort tot het geslacht Anoplodactylus. Anoplodactylus insignis werd in 1881 voor het eerst wetenschappelijk beschreven door Hoek. 